# Chyliza maculifrons
Chyliza maculifrons är en tvåvingeart som beskrevs av Shatalkin 1998. Chyliza maculifrons ingår i släktet Chyliza och familjen rotflugor. Inga underarter finns listade i Catalogue of Life.